# Lars Mullback
Lars Ingemar Mullback, född 1961 i Karlsborg, är en svensk författare, journalist och filmregissör och på senare år konstnär, stipendiat för mun och fotmålarna sedan 2021. 
Ett genomgående tema i Mullbacks produktion är hans uppgörelse med det medicinska etablissemanget och strävan för personer med cp-skador till ett värdigt liv. 
Lars Mullback har själv en cp-skada och under en resa i Ungern kom han i kontakt med en neurologisk träningsmetod, konduktiv pedagogik, även kallad petömetoden efter den ungerske läkaren Andràs Petö. Eftersom Mullback själv genomgått petömetodens träningsprogram och blivit övertygad om dess välgörande effekter har han blivit en aktiv förespråkare för metoden, som i olika omgångar mött stark kritik från svenska experter. Detta har bland annat resulterat i grundandet av Mullbackinstitutet i Karlsborg.

## Filmografi
- Illusioner